# REset
REset – czwarty album studyjny polskiego zespołu hip-hopowego Pokahontaz. Wydawnictwo ukazało się 1 grudnia 2017 roku nakładem wytwórni muzycznej MaxFloRec. Za produkcję całości odpowiada duet producencki White House. Wśród gości na płycie znaleźli się: Tymek, Bob One oraz Kaliber 44. Miksem zajął się Magiera, za mastering odpowiedzialny był DJ Eprom.
Album dotarł do 15. miejsca zestawienia OLiS i uzyskał status złotej płyty.

## Lista utworów
Opracowano na podstawie materiału źródłowego.
| Nr  | Tytuł utworu        | Uwagi                                        | Długość |
| --- | ------------------- | -------------------------------------------- | ------- |
| 1.  | „Z buta w drzwi”    | -                                            | 2:15    |
| 2.  | „Nowy rozdział”     | (gramofony: DJ Samiryi)                      | 3:09    |
| 3.  | „Stawiam dziś”      | -                                            | 3:17    |
| 4.  | „Me nastawienie”    | -                                            | 3:35    |
| 5.  | „Kalendarze”        | (gościnnie: Tymek)                           | 2:55    |
| 6.  | „B. O.”             | -                                            | 2:39    |
| 7.  | „Nigdy stop”        | -                                            | 3:00    |
| 8.  | „Mętlik”            | (gramofony: DJ Jaroz)                        | 2:56    |
| 9.  | „Zerwani ze smyczy” | (gramofony: DJ West oraz DJ Bambus)          | 3:22    |
| 10. | „Krzyżówka”         | -                                            | 3:31    |
| 11. | „Niflheim”          | -                                            | 3:28    |
| 12. | „Czarne Lustra”     | (gościnnie: Bob One)                         | 4:09    |
| 13. | „404”               | (gościnnie: Kaliber 44, gramofony: DJ Jaroz) | 3:42    |
|     |                     |                                              | 41:58   |